# Thoen (huyện)
Thoen (tiếng Thái: เถิน) là một huyện (amphoe) ở phía nam của tỉnh Lampang, miền bắc Thái Lan.

## Địa lý
Các huyện giáp ranh (từ phía bắc theo chiều kim đồng hồ): Soem Ngam, Sop Prap của tỉnh Lampang, Wang Chin của tỉnh Phrae, Si Satchanalai, Thung Saliam, Ban Dan Lan Hoi của tỉnh Sukhothai, Ban Tak, Sam Ngao của tỉnh Tak, Mae Phrik của tỉnh Lampang, Li và Thung Hua Chang của tỉnh Lamphun.

## Hành chính
Huyện này được chia ra thành 8 phó huyện (tambon), các đơn vị này lại được chia thành 88 làng (muban). Wiang Mok và Lom Rat là hai thị trấn (thesaban tambon), mỗi đơn vị nằm trên một phần của tambon cùng tên. Có 6 Tổ chức hành chính tambon.
| STT. | Tên        | Tên Thái | Số làng | Dân số |  |
| ---- | ---------- | -------- | ------- | ------ |  |
| 1.   | Lom Rat    | ล้อมแรด   | 14      | 16.335 |  |
| 2.   | Mae Wa     | แม่วะ     | 7       | 6.147  |  |
| 3.   | Mae Pa     | แม่ปะ     | 9       | 4.702  |  |
| 4.   | Mae Mok    | แม่มอก    | 9       | 5.362  |  |
| 5.   | Wiang Mok  | เวียงมอก  | 11      | 10.294 |  |
| 6.   | Na Pong    | นาโป่ง    | 12      | 5.920  |  |
| 7.   | Mae Thot   | แม่ถอด    | 12      | 6.820  |  |
| 8.   | Thoen Buri | เถินบุรี    | 14      | 7.141  |  |